# 辰巳新道

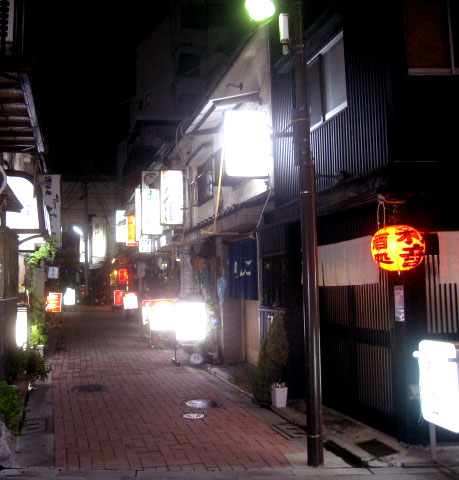
辰巳新道入口から

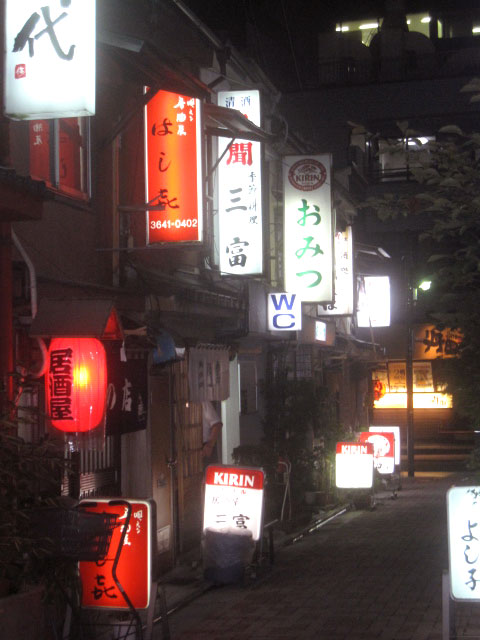
辰巳新道の中ほどから

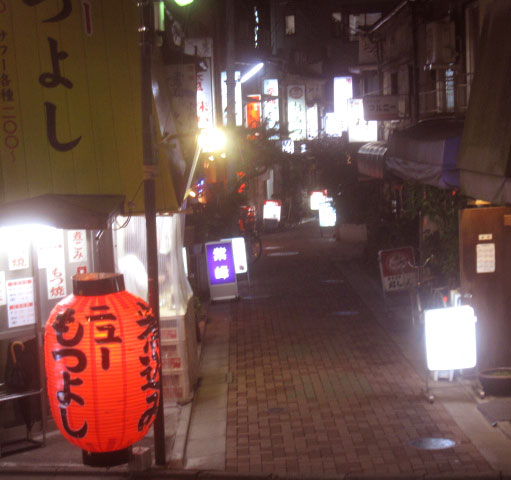
辰巳新道の灯

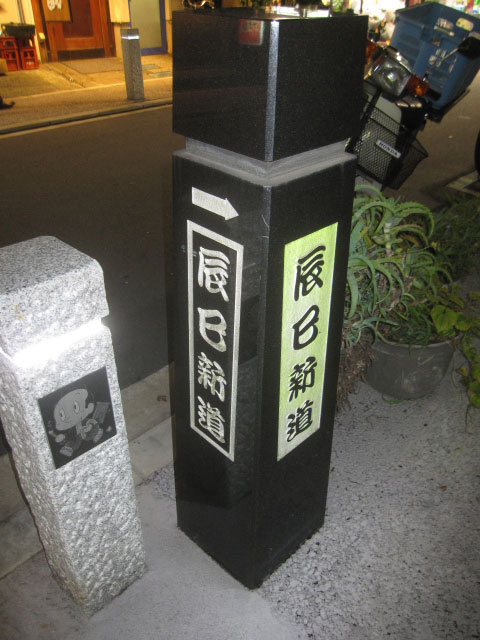
辰巳新道案内

辰巳新道（たつみしんどう）は、東京都江東区の東京メトロ東西線都営大江戸線の門前仲町駅から徒歩1分程度にある、間口9尺50Mほどの字の路地に32軒が軒を連ねる飲み屋横丁である。

## 名前の由来
深川・門前仲町近辺が皇居からみて巽（辰巳/南西）の方向にあるため、「辰巳芸者」などの呼び名が存在するが、辰巳新道の名前の由来に関してははっきりしたことは確認されておらず、いつのまにかそう呼ばれていたというのが俗説となっている。

## 発祥
昭和の初め頃には産婦人科田口病院の広大な敷地であったが、3月10日の東京大空襲により門前仲町界隈も焦土と化した。防火帯を作る為に強制建物疎開で指定区域内造家屋が撤去され更地になった門前仲町駅前に多くの闇市露店が立った。闇市は当然非合法であったためやがてGHQの露天商撤去法が提示され東京都が整理斡旋委員会を設立。その頃疎開から戻ってきた一般商店と共に、都の調整後外観後の整備・敷地の権利化なども経て、家屋・営業権を取得した。

戦後の混乱の中露天商撤廃後に発足した深川商業協同組合が多額の借金をし地区を支えた。

## 特色
リフォームなどはされているものの、昭和時代の建物をそのまま使用しているので昭和レトロなノスタルジックな雰囲気が漂う。少人数でいっぱいになってしまう店舗が多く、店舗兼自宅にもなっているため店舗内から2階へあがる間取りもみられる。店の入り口に植木を置くなど、下町風味な飲み屋街である。

店主・オーナーが変わっていてもいつまでも閉店しているような店舗はなく、笑い声やカラオケなどの音が路地に漏れ聞こえる。

路地中央に共同のトイレがあるが、手入れが行き届きいつも清潔に使用できる。

## 辰巳新道を歌った楽曲
- 雨の辰巳新道（2012年6月20日）三代目コロムビア・ローズ

## イベント
- 辰巳新道さくらまつり　4月17日（水）PM16:00～17：00　津軽三味線　福居幸大　三代目コロムビア・ローズ

　辰巳新道としては初のイベント

## 交通
- 門前仲町（大江戸線・地下鉄東西線）